# Gabriela Jyż
Gabriela Anna Jyż (ur. 1958 w Koszęcinie) – polska filolog, prawnik, specjalizująca się w podstawach prawnych informacji naukowo-technicznej i informatyki, prawie administracyjnym, prawie autorskim i patentowym, prawie własności intelektualnej; nauczyciel akademicki związana z uczelniami w Katowicach, Opolu i Bytomiu.

## Życiorys
Urodziła się w 1958 roku w Koszęcinie, w powiecie lublinieckim, w rodzinie inteligenckiej. Po ukończeniu szkoły średniej i pomyślnie zdanym egzaminie maturalnym w 1977 roku rozpoczęła studia na Wydziale Filologicznym Uniwersytetu Śląskiego w Katowicach na kierunku bibliotekoznawstwo i informacja naukowa, które ukończyła magisterium w 1981 roku. Następnie podjęła drugi kierunek - prawo na swojej macierzystej uczelni, który ukończyła w 1987 roku, uzyskując tytuł magistra prawa. Jednocześnie od 1981 do 1983 roku pracowała jako asystent w zakładzie Bibliotekoznawstwa i Informacji Naukowej na Wydziale Filologicznym Uniwersytetu Śląskiego w Katowicach, a następnie jako asystent, adiunkt, a potem starszy wykładowca do 2006 roku w Zakładzie Komputeryzacji Zarządzania na Wydziale Informatyki i Nauki o Materiałach UŚ. W 1990 roku uzyskała stopień naukowy doktora nauk prawnych w zakresie prawa – prawa administracyjnego na podstawie pracy pt. Działalność informacyjna bibliotek w świetle prawa polskiego, napisanej pod kierunkiem prof. Andrzeja Szewca. W 2005 roku Rada Wydziale Prawa, Administracji i Ekonomii Uniwersytetu Wrocławskiego nadała jej stopień naukowy doktora habilitowanego nauk prawnych w zakresie prawa o specjalności prawo cywilne, na podstawie rozprawy nt. Prawo do wynagradzania za projekty wynalazcze.
Wykładała także w Wyższej Szkole Ekonomii i Administracji w Bytomiu w latach 1995-2007. Od 2006 roku pracuje na Politechnice Opolskiej na etacie profesora nadzwyczajnego i kierując Katedrą Własności Intelektualnej, Prawa Administracyjnego i Europejskiego. W 2010 roku została wybrana na prodziekana do spraw nauki Wydział Ekonomii i Zarządzania PO.
Jej zainteresowania naukowe obejmują zagadnienia ochrony prawnej własności intelektualnej oraz szeroko rozumianego prawa administracyjnego (materialnego, procesowego i ustrojowego). Jest autorką kilkudziesięciu prac naukowych z tych dziedzin prawa. Za swoją pracę naukową i dydaktyczną wielokrotnie uzyskiwała nagrody rektora Uniwersytetu Śląskiego i Politechniki Opolskiej. Za pracę habilitacyjną w 2006 roku otrzymała nagrodę Ministra Edukacji i Nauki.
Poza działalnością uczelnianą zasiadała w latach 1995–2007 w Samorządowym Kolegium Odwoławczego w Katowicach. Od 1 kwietnia 2007 roku pełni funkcję sędziego w Wojewódzkim Sądzie Administracyjnym w Gliwicach.